# Gadopsis bispinosus
Gadopsis bispinosus är en fiskart som beskrevs av Sanger, 1984. Gadopsis bispinosus ingår i släktet Gadopsis och familjen Percichthyidae. IUCN kategoriserar arten globalt som livskraftig. Inga underarter finns listade i Catalogue of Life.